# Candida albicans
Candida albicans är en svampart. Denna svampsort liknar jäst och är vanligt förekommande. Den är en vanlig orsak till kronisk mukokutan kandidos, det vill säga en kronisk beläggning av svamp i kroppen. Man kan bära denna svampart utan att få några obehag, detta är mycket vanligt. 
En person som tidigt studerade organismen var Charles Philippe Robin.

## Namn
Candida albicans kan ses som en tautolog. Candida kommer från det latinska ordet candidus, som betyder vit. Albicans i sig är presens particip av det latinska ordet albicō, som betyder att bli vit. Detta leder till att vitt blir vitt, vilket gör det till en tautologi.

## Symbios med probiotika
De nyttiga bakterierna lever i symbios i kroppen så ingen bakterie växer mer än de andra. När dessa bakterier samarbetar bildar de ett surt ämne som gör att Candida-svampen inte växer och blir för stor. På senare tid har man upptäckt att Candida-svampen lever i större skala och tar mer näring än bakterierna. Detta tros vara en koppling med antibiotika, då antibiotikan som ska döda de sjukdomsalstrande bakterierna även dödar många av de nyttiga bakterierna. Detta resulterar i att Candida-svampen kan växa och föröka sig. 
En lösning till detta problem är att man kan inta mer probiotika-bakterier som är nyttiga bakterier och höjer immunförsvaret, samt hjälper till att återställa den naturliga balansen mellan Candida och de nyttiga bakterierna.

## Infektion
Vid en infektion av Candida bör husläkare uppsökas om inte infektionen själv går över. Besvären finner man vanligast på huden, i munnen samt i slidan. Störst risk för infektion har spädbarn, gravida och äldre. I munhålan kallas denna infektion Torsk, och uppstår oftast om man använder tandprotes. Hos kvinnor är denna infektion vanligast i slidan och den är så vanlig att de flesta kvinnor har haft infektionen någon gång i livet. 
Candidainfektion kan även uppstå vid muntorrhet på grund av inhalation av exempelvis Symbicort, vilket beror på upplagring i munhålan, och kan motverkas av munsköljning efter inhalation. .

## Genetik
Genomet hos C. albicans är nästan 16 Mb för haploid storlek (28 Mb för diploidstadiet) och består av 8 uppsättningar kromosompar som kallas chr1A, chr2A, chr3A, chr4A, chr5A, chr6A, chr7A och chrRA. Den andra uppsättningen (C. albicans är diploid) har liknande namn men med ett B i slutet. Chr1B, chr2B, ... och chrRB. Hela genomet innehåller 6 198 öppna läsramar (ORF). Sjuttio procent av dessa ORF:er har ännu inte karakteriserats. Hela genomet har sekvenserats, vilket gör den till en av de första svamparna som har sekvenserats fullständigt (tillsammans med Saccharomyces cerevisiae och Schizosaccharomyces pombe). Alla öppna läsramar (ORF) finns också tillgängliga i Gateway-anpassade vektorer. Utöver detta ORFeome finns även ett GRACE-bibliotek (gene replacement and conditional expression) för studier av essentiella gener i C. albicans genom. 
De vanligaste stammarna som används för att studera C. albicans är WO-1- och SC5314-stammarna. WO-1-stammen är känd för att växla mellan vit och opak form med högre frekvens, medan SC5314-stammen är den stam som används för gensekvensreferenser.
En av de viktigaste egenskaperna hos C. albicans-genomet är den höga heterozygositeten. Till grund för denna heterozygoti ligger förekomsten av numeriska och strukturella kromosomala omarrangemang och förändringar som ett sätt att skapa genetisk mångfald genom kromosomlängdspolymorfismer (kontraktion/expansion av repetitioner), reciproka translokationer, kromosomdeletioner, nonsynonymous single-nucleotide polymorphisms och trisomi av individuella kromosomer. Dessa karyotypiska förändringar leder till förändringar i fenotypen, vilket är en anpassningsstrategi för denna svamp. Dessa mekanismer utforskas ytterligare i och med att den fullständiga analysen av C. albicans genom blir tillgänglig.
En ovanlig egenskap hos släktet Candida är att i många av dess arter (inklusive C. albicans och C. tropicalis, men inte till exempel C. glabrata) specificerar CUG-kodonet, som normalt specificerar leucin, serin i dessa arter. Detta är ett ovanligt exempel på en avvikelse från den genetiska standardkoden, och de flesta sådana avvikelser finns i startkodoner eller, för eukaryoter, mitokondriella genetiska koder.  Denna förändring kan i vissa miljöer hjälpa dessa Candida-arter genom att framkalla en permanent stressreaktion, en mer generaliserad form av värmechockreaktionen.
Denna annorlunda kodonanvändning gör det dock svårare att studera C. albicans protein-protein-interaktioner i modellorganismen S. cerevisiae (öljäst). För att lösa detta problem har ett C. albicans-specifikt tvåhybridsystem utvecklats.
Genomet hos C. albicans är mycket dynamiskt, vilket beror på de olika CUG-koden, och denna variabilitet har med fördel använts för molekylära epidemiologiska studier och populationsstudier hos denna art. Genomsekvensen har gjort det möjligt att identifiera förekomsten av en parasexuell cykel (där ingen meiotisk delning upptäcks) hos C. albicans. 
En studie av utvecklingen av sexuell reproduktion hos sex Candida-arter visade att komponenter i den huvudsakliga meiotiska crossover-bildningsvägen nyligen förlorats, men att en mindre väg bibehållits.

## Symtom
Man kan få tre symtom i munnen. 
1. Vita beläggningar på kindernas insida samt på tungan.
2. Rödaktig irriterad slemhinna samt sveda under en avtagbar protes.
3. Sprickor med irritation i mungiporna.

I kvinnans underliv är klåda och sveda de tydligaste symtomen. Vid sällsynta fall kan en vitaktig, luktfri flytning uppstå. 

### Behandling
- Amfotericin B, echinocandin eller flukonazol för systemiska infektioner.
- Nystatin för infektioner i munhåla och matstrupe.
- Klotrimazol för hud- och genitala jästinfektioner.

På liknande sätt som antibiotikaresistens håller resistens mot många svampmedel på att bli ett problem. Nya svampdödande medel måste utvecklas för att hantera detta problem eftersom endast ett begränsat antal svampdödande medel finns tillgängliga.

### Förebyggande
Det är svårt att förebygga sig mot en Candida-infektion eftersom den är så vanlig. Det man bör tänka på är att ha alla hudveck torra och rena. Ljumskar, hals, under brösten samt armar är några av de hudveck som är bra att hålla rena och torra. För kvinnor bör underkläder vara i bomullsmaterial.